# Maechidius gibbicollis
Maechidius gibbicollis är en skalbaggsart som beskrevs av Blackburn 1898. Maechidius gibbicollis ingår i släktet Maechidius och familjen Melolonthidae. Inga underarter finns listade i Catalogue of Life.